# 公田連太郎
公田 連太郎（こうた れんたろう、1874年10月3日 - 1963年7月27日）は、日本の漢文学者。

## 経歴
1874年、島根県出雲市古志町生まれ。21歳で上京し、根本通明に約十年師事。在野の漢学者として、多くの漢文の注釈を刊行した。1927年数え54歳で結婚。
1913年、下獄後の失意の北原白秋を勇気づけたことでも知られる。

## 受賞・栄典
- 1962年：朝日文化賞を受賞[1]。

## 訳注
- 「國訳漢文大成」國民文庫刊行会
司馬遷『史記』箭内亙共訳
『管子』訳註 1920
- 『南隠老師追憶』編 白山道場龍雲院 1916-20
- 『古鑑和尚追憶』編 白山道場龍雲院 1928
- 『十八史略』訳註 漢文叢書 詳解全訳 至誠堂書店 1929
- 「続國訳漢文大成」國民文庫刊行会 1928-32
司馬光編『國訳資治通鑑』加藤繁共訳註
趙翼『國訳廿二史箚記』笹川種郎共訳註
朱熹編『國訳宋名臣言行録』訳註
呉兢編『國訳貞観政要』訳註
王夫之『國訳読通鑑論』訳註
- 劉向『新序』訳註 東明書院 1932
- 蒙堂比丘『真心直説』校訳 洗心書房 1934
- 『伝習録註解 巻之上』洗心書房 1934-35
- 『燉煌（敦煌）出土荷沢神会禅師語録・燉煌出土六祖壇経・興聖寺本六祖壇経』鈴木貞太郎共校 森江書店 1934
- 『兵法全集』全7巻 訳 大場弥平講 中央公論社 1935-36
- 劉向『説苑』訳註 東明書院 1935
- 『芥子園画伝 全訳』第1-13冊 小杉放庵註解 アトリヱ社 1935-36、復刻版1972-73
- 『史記列伝』全3巻 加藤繁共訳註 冨山房 1935-37
- 『荘子 全訳』巻之1至3 編 アトリヱ社 1937
- 『至道無難禅師集』編 嵯峨山青年学校 1940、春秋社 1956、新版1989ほか
- 『周易講話』1～28 公田会 1954-1958
- 呂坤『呻吟語』訳註 明徳出版社 1955、新版2009ほか
- 『易経講話』全5巻 明徳出版社 1958-59、新版1997ほか
- 『荘子 内篇講話』明徳出版社 1960
- 『荘子 外篇講話』明徳出版社 1961